# Astragalus nitidiflorus
El Astragalus nitidiflorus o garbancillo de Tallante es una especie de leguminosa de la familia de las Fabaceae, endémica del Campo de Cartagena, en la Región de Murcia, España. Es una especie exclusiva de suelos de origen volcánico, distribuyéndose en un pequeño grupo de cerros volcánicos al oeste de la ciudad de Cartagena. Fue descubierta en 1909 y dada por extinta, hasta que en 2004 el biólogo cartagenero Sergio Martínez la redescubrió junto a un camino en el pequeño pueblo de Tallante. Se desarrolla en el bioma conocido como matorral mediterráneo.

## Descubrimiento y conservación

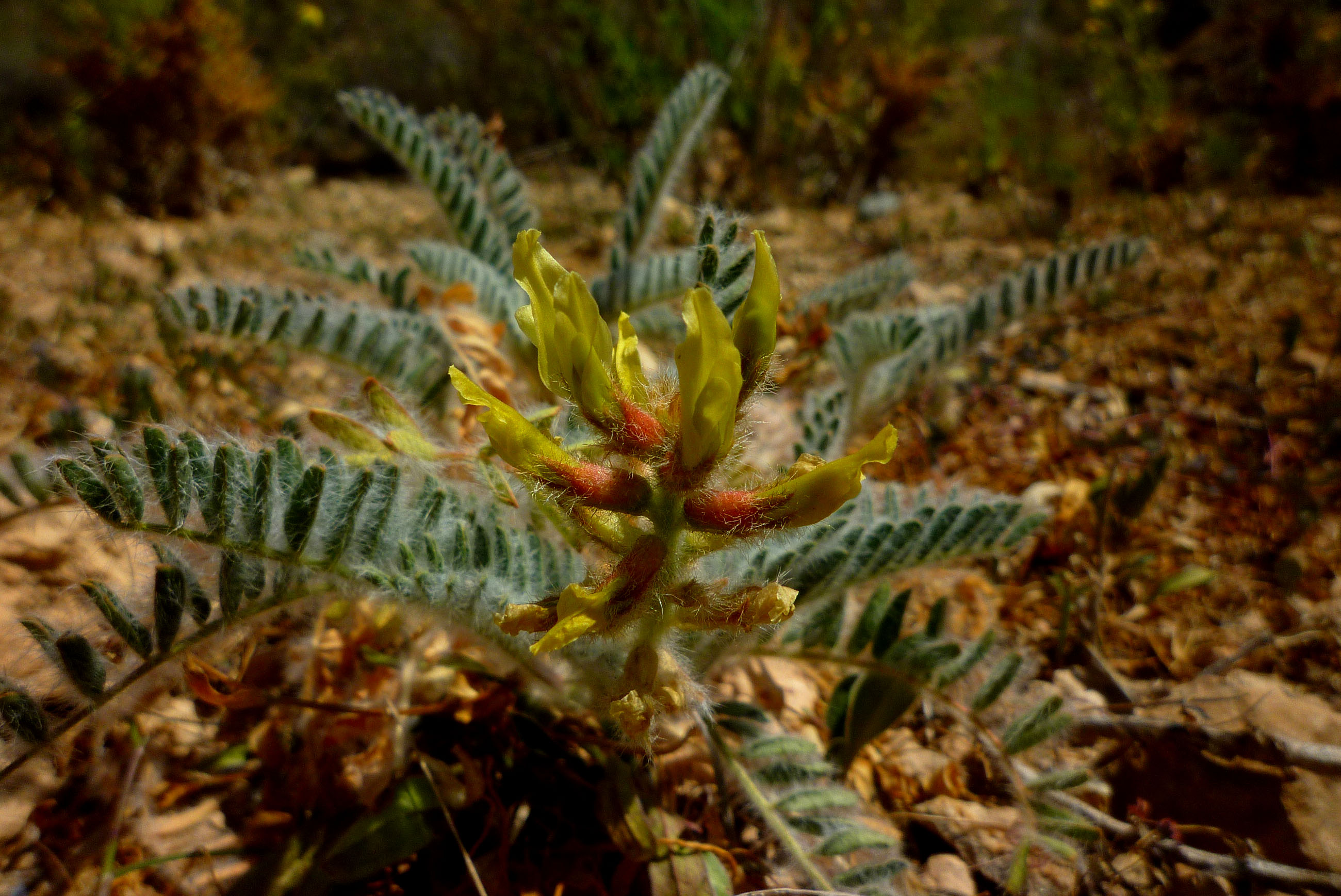
En floración.

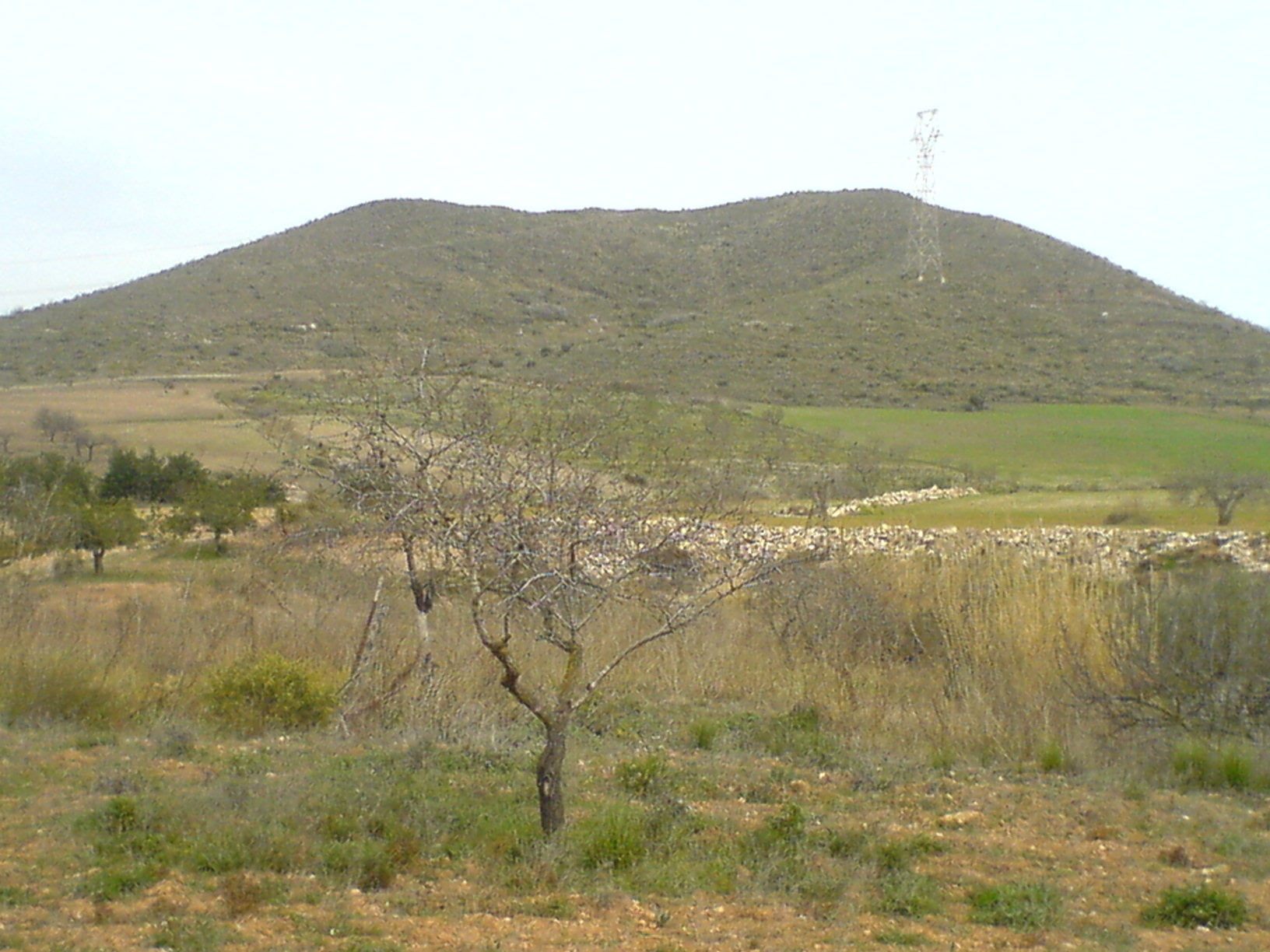
Cabezo Negro de Tallante volcán cuaternario donde puede encontrarse esta especie.

Esta planta fue descubierta en 1909 en las cercanías de Cartagena, posiblemente en una zona militar con acceso restringido, y desde entonces nunca más se volvió a ver, por lo que se dio por extinguida y así aparece catalogada en la Lista Roja de la UICN.
Sin embargo, en 2004, el biólogo cartagenero Sergio Martínez Mendoza, encontró un grupo de 46 ejemplares en las cercanías del pueblo de Tallante, al oeste de la ciudad de Cartagena. Desde entonces, la consejería con competencias en medio ambiente de la Región de Murcia ha impulsado su protección y conservación, promoviendo investigaciones, prospecciones y acciones de divulgación por parte de, principalmente, investigadores de la Universidad de Murcia y de la Universidad Politécnica de Cartagena y un grupo ecologista local (ANSE)
A través del proyecto LIFE “Conservación de Astragalus nitidiflorus en su hábitat potencial en la Región de Murcia”, que se desarrolló entre junio de 2012 y junio de 2016, que tuvo como socios a la Universidad Politécnica de Cartagena, Ayuntamiento de Cartagena y la Consejería de Agua, Agricultura y Medio Ambiente, se llevaron a cabo la mayor parte de las investigaciones realizadas sobre la especie, así como actuaciones de propagación y conservación ex situ. Este proyecto ontó con un importante componente social, fomentó la creación de una entidad de custodia del territorio y la dinamización de la zona, dando a conocer para muchos el fascinante paraje de Tallante y sus alrededores.
El 3 de marzo de 2017 se publicó de Decreto n.º 12/2017, de 22 de febrero, de aprobación del Plan de recuperación del garbancillo de Tallante (Astragalus nitidiflorus)

## Taxonomía
Astragalus nitidiflorus fue descrita por Jiménez & Pau y publicado en Bol. Soc. Agagonesa Ci. Nat. 9: 130. 1910.
Etimología
Astragalus: nombre genérico derivado del griego clásico άστράγαλος y luego del Latín astrăgălus aplicado ya en la antigüedad, entre otras cosas, a algunas plantas de la familia Fabaceae, debido a la forma cúbica de sus semillas parecidas a un hueso del pie.
nitidiflorus: epíteto latíno que significa  "con flores brillantes".

## Citología
Números cromosomáticos de Astragalus nitidiflorus  (Fam. Leguminosae) y taxones infraespecíficos: 2n=16.

## Sinonimia
- Astragalus suberosus aut[10]

## Conservación
En la Lista Roja de la UICN, basándose en información no actualizada, anterior al redescubrimiento de la nueva población de Tallante, esta especie aparece como extinta (EX). En la legislación nacional española, sin embargo, según decreto del gobierno regional de la Región de Murcia, la especie está catalogada como en peligro de extinción.
En la actualidad, casi todas sus poblaciones conocidas se encuentran dentro de los espacios protegidos del LIC de los Cabezos del Pericón y el parque natural de la Sierra de la Muela, Cabo Tiñoso y Roldán. Algunos ejemplares aparecen también en el entorno del Cabezo Negro de Tallante, muy cercano a los Cabezos del Pericón, un volcán cuaternario extinguido, que, aunque no está incluido en ningún espacio de la Red Natura 2000, aparece catalogado como "Lugar de Importancia Geológica" en el Plan General de Ordenación Urbana de Cartagena.
Por otro lado, parte de las laderas orientadas al sur de los Cabezos del Pericón, aunque ya están protegidas como Lugar de Importancia Comunitaria (LIC), ha sido propuestas como micorreserva botánica, con el nombre de 'Matorrales de los Pérez Bajos', por la presencia del garbancillo, así como otras especies protegidas, como Centaurea maroccana o Chaenorrhinum grandiflorum subsp. carthaginense.